# Anne Krueger
Anne Krueger (Endicott, 12 febbraio 1934) è un'economista statunitense, capo economista della Banca Mondiale dal 1982 al 1986 e primo vice direttore generale del Fondo monetario internazionale (FMI) dal 2001 al 2006. Professoressa di ricerca senior di economia internazionale presso la Johns Hopkins School of Advanced International Studies di Washington, D.C.. È anche senior fellow del Center for International Development (è stata anche la direttrice fondatrice) e professoressa emerita di Scienze e Scienze Umane presso la Stanford University.
Nota in macroeconomia per avere coniato nel 1974 il termine "ricerca di rendita".

## Biografia
Krueger è nata il 12 febbraio 1934 a Endicott, New York. Suo padre era un medico. Tra i suoi zii vi sono il politico australiano Sir Reginald Wright e il fisiologo Sir Douglas Wright. Ha conseguito la laurea presso l'Oberlin College nel 1953, quindi il master e il dottorato di ricerca in economia presso l'Università del Wisconsin-Madison rispettivamente nel 1956 e nel 1958.

## Carriera professionale
Come economista, Krueger  ha spesso criticato i sussidi statunitensi allo zucchero e ha scritto numerose pubblicazioni sulla riforma delle politiche nei paesi in via di sviluppo, sul ruolo delle istituzioni multilaterali nell'economia internazionale e sull'economia politica della politica commerciale. Nel suo discorso presidenziale del 1996 all'American Economic Association, ha esplorato la mancanza di congruenza tra le politiche commerciali e di sviluppo di successo attuate in tutto il mondo e le opinioni accademiche prevalenti.

### Alla Banca Mondiale
Ha iniziato a insegnare all'Università del Wisconsin come assistente nel 1955 e poi è diventata professoressa di economia nel 1958.  Ha insegnato economia all'Università del Minnesota dal 1959 al 1982 prima di ricoprire il ruolo di Capo economista della Banca Mondiale dal 1982 al 1986, dove è stata Vice Presidente dell'Economia e della Ricerca. Sotto il suo mandato come capo economista, la Banca Mondiale ha intrapreso studi comparativi multinazionali molto ampi per comprendere gli effetti del commercio.
Dopo aver lasciato la Banca Mondiale, ha insegnato alla Duke University dal 1987 al 1993, quando è entrata a far parte della facoltà della Stanford University come Herald L. e Caroline L. Ritch Professor in Humanities and Sciences presso il Dipartimento di Economia. È rimasta a Stanford fino al 2001. È stata anche direttrice fondatrice del Center for Research on Economic Development and Policy Reform di Stanford e membro anziano della Hoover Institution.

### Al Fondo Monetario Internazionale
Dal 1º settembre 2001 al 31 agosto 2006 ha ricoperto il ruolo di Primo Vice Direttore Generale del Fondo Monetario Internazionale (FMI), ricoprendo il ruolo di Direttore Generale ad interim del Fondo su base temporanea tra il 4 marzo 2004 (dimissioni di Horst Köhler) e il 7 giugno 2004 (data di inizio del mandato di Rodrigo de Rato). Fino alla nomina di Christine Lagarde nel 2011, è stata l'unica donna a ricoprire il ruolo di direttore generale del FMI.
A partire dalla primavera del 2007, ha assunto la posizione di professore di economia internazionale presso la Johns Hopkins School of Advanced International Studies di Washington, D.C..

## La ricerca

### Rent-Seeking
Nel 1974, Krueger scrisse "L'economia politica della società in cerca di rendita" in cui rese popolare il termine ricerca di rendita. La ricerca di rendita si verifica quando i gruppi di interesse fanno pressioni per ottenere favori dal governo sotto forma di tariffe, brevetti, sussidi, quote di importazione e altre regolamentazioni di mercato. Il comportamento di ricerca della rendita è inefficiente perché manipola il mercato esistente, piuttosto che creare nuova ricchezza. Krueger afferma che il comportamento di ricerca di rendita sotto forma di restrizioni all'importazione comporta i costi di benessere delle tariffe, nonché un costo aggiuntivo di benessere dovuto al comportamento di ricerca di rendita. 
Sostiene inoltre che nei mercati dominati dalla ricerca di rendita, le nuove imprese devono dedicare le loro risorse alla ricerca di rendita piuttosto che utilizzare le loro risorse per sviluppare la tecnologia. Nel 2011, l'American Economics Association ha nominato l'articolo di Krueger uno dei venti migliori articoli dei primi cento anni dell'American Economic Review.

## Premi e riconoscimenti
Nel 2005 è stata insignita del titolo di Patrono Onorario della University Philosophical Society, Trinity College Dublin. Nel 2010 le è stato conferito un dottorato onorario dalla sua alma mater, l'Oberlin College.  
È Distinguished Fellow ed ex presidente dell'American Economic Association, membro della National Academy of Sciences, dell'American Academy of Arts and Sciences, della Econometric Society e dell'American Philosophical Society e ricercatrice senior del National Bureau of Economic Research. Ha ricevuto numerosi premi e riconoscimenti economici.